# 376

## Esdeveniments
- Empesos per l'amenaça dels huns, taifals, teruings i un grup de greutungs creuen el Danubi i s'estableixen a Mèsia, en territori de l'Imperi Romà com a federats.

## Necrològiques
- Hermenric, rei dels greutungs
- Vitimir, rei dels greutungs
- Alaviv, cabdill dels teruings